# Поташная Поляна
 Поташная Поляна  — поселок в Альметьевском районе Татарстана. Входит в состав Новоникольского сельского поселения.

## География
Находится в юго-восточной части Татарстана на расстоянии приблизительно 4 км по прямой на север от районного центра города Альметьевск.

## История
Основан в 1935 году, официально существует с 1963 года. Здесь было организовано лесничество, построен санаторий АО «Ямашнефть», ныне санаторий "ЯН".

## Население
Постоянных жителей было: в 1938 — 38, в 1949 — 67, в 1958 — 70, в 1970 — 35, в 1979 — 38, в 1989 — 18, в 2002 — 25 (татары 92 %), 28 в 2010.